# 解琬
解琬（？—718年），魏州元城（今河北省大名县一带）人。武则天、唐中宗、唐睿宗、唐玄宗时期官员。

## 生平
解琬少年时应幽素举中第，授新政县尉，累转成都丞。武则天时因奏事称旨，超迁监察御史，因丁忧离职。武则天以他熟悉边境事务，想要让夺情起复旧官，前往西域安抚胡人。他上奏固辞，武则天只好下令让丧期过后马上赴任。
706年（神龙二年），解琬升任侍御史，作为使者前往安抚突骑施可汗乌质勒及十姓部落，他与安西都护郭元振到突骑施牙帐与乌质勒会谈，当时，天降大雪，郭元振在帐外与乌质勒谈话，谈了很久，乌质勒回牙帐后因风寒于当晚暴卒，其子娑葛认为是郭元振设计害死父亲，率兵追击唐朝使团。副使解琬闻讯，劝郭元振连夜逃走。郭元振不同意，认为逃不掉，次日身穿素服回头前往吊唁，与娑葛冰释前嫌，重归于好。解琬以功擢拜御史中丞，兼北庭都护、持节西域安抚使。他与郭元振交好，被宰相宗楚客等后党视为政敌，左迁沧州刺史。景龙年间，迁右台御史大夫，兼持节朔方道行军大总管。他前后在军中二十多年，带领士卒务农习战，边境安定。
景云二年（711年），解琬复任朔方军大总管，他分派随军要籍官河阳丞张冠宗、肥乡令韦景骏、普安令于处忠等人整顿三城兵马，裁剪下十万人。寻授右武卫大将军，兼检校晋州刺史，赐爵济南县男。以年老乞骸骨，不等皇帝批示就辞官而去，唐睿宗也不生气，还优诏加金紫光禄大夫，听致仕，其俸禄按照品级全给。
不久，吐蕃寇边，复召解琬拜左散骑常侍、朔方道後军大总管，令他与吐蕃分定两国地界，兼处置西突厥十姓降户。解琬认为吐蕃此后必定会推翻和约，与唐朝发生战争，请求预支兵马十万于秦、渭等州严加防范。当年冬天，吐蕃果然再次入寇，被解琬击退。解琬在战后又请求致仕，不许，迁太子宾客。开元五年，出为同州刺史。明年卒，年八十余。

## 延伸阅读
[在维基数据编辑]
 《舊唐書/卷100》，出自刘昫《舊唐書》
 《新唐書·卷130》，出自《新唐書》